# Гаудези (Палермо)
Гаудези је насеље у Италији у округу Палермо, региону Сицилија.
Према процени из 2011. у насељу је живело 290 становника. Насеље се налази на надморској висини од 278 м.